# Ordre du Mérite de Duarte, Sánchez et Mella
Pour les articles homonymes, voir Ordre du Mérite.
L'ordre du Mérite de Duarte, Sánchez et Mella (en espagnol : Orden al Mérito de Duarte, Sánchez y Mella) est la plus haute distinction honorifique de la République dominicaine.

## Histoire
L'ordre a été créé le 24 février 1931 sous le nom de l'ordre du Mérite Juan Pablo Duarte et a pris son nom actuel le 9 septembre 1954. Le chef de l'État confère cet ordre aux civils et au personnel militaire pour des services distingués.

## Grades
| Grade                           | Description |
| ------------------------------- | --- |
| Collier                         | Remis au président de la République, grand maître de l'ordre                                                                                           |
| Grand-croix à l'étoile d'or     | Décerné aux chefs d'État étrangers, ainsi qu'aux anciens présidents et vice-présidents                                                                 |
| Grand-croix à l'étoile d'argent | Décerné aux membres des assemblées législatives et de la cour suprême, aux ministres d'État, aux ambassadeurs et à l'archevêque métropolitain          |
| Grand officier                  | Décerné aux chefs de service et aux hauts fonctionnaires du gouvernement et de l'Église                                                                |
| Commandeur                      | Décerné aux gouverneurs des provinces, aux directeurs généraux de l'instruction, aux recteurs des académies, aux doyens des universités et aux auteurs |
| Officier                        | Décerné aux professeurs et aux chefs d’école, aux officiers de rang supérieur                                                                          |
| Chevalier                       | Décerné pour service rendus à la nation |